# Mirjam
Mirjam je žensko osebno ime.

## Različice imena
Miriam, Mirijam, Myrjam, Mirjana

## Izvor imena
Ime Mirijam izhaja iz hebrejskega imena מִרְיָם (Mirijam), kar razlagajo s hebrejsko-aramejsko besedo mirjam z negotovim pomenom.
Nekateri ime Mirjam povezujejo s staroegiptovsko  besedo mry(t) v pomenu »ljubljena  (od boga)«.

## Pogostost imena
- Po podatkih Statističnega urada RS je bilo na dan 30. junija 2006 v Sloveniji 1180 oseb, ki so imele ime Mirijam. Med vsemi  uporabljenimi je imeni Mirijam po pogostosti uporabe uvrščeno na 171 mesto.Ostale oblike imena, ki so bile na ta dan še v uporabi: Miriam (92), Mirijam(75) in Mirjana (38).
- Po podatkih Statističnega urada Republike Slovenije je bilo na dan 31. decembra 2007 v Sloveniji število ženskih oseb z imenom Mirjam: 1.182. Med vsemi ženskimi imeni pa je ime Mirjam po pogostosti uporabe uvrščeno na 172. mesto.[3]

## Osebni praznik
V cerkvenem koledarju je Mirijam uvrščena k imenu Marija.

## Poimenovanja
Po Mirjam, Mojzesovi sestri, je poimenovan asteroid 102 Mirjam.